# Borrowed Heaven
 (août 2023).
Si vous disposez d'ouvrages ou d'articles de référence ou si vous connaissez des sites web de qualité traitant du thème abordé ici, merci de compléter l'article en donnant les références utiles à sa vérifiabilité et en les liant à la section « Notes et références ».
Albums de The Corrs
VH1 Presents: The Corrs, Live in Dublin
(2002) Home
(2005)
Borrowed Heaven est un album du groupe irlandais The Corrs. Il est sorti en 2004.

## Liste des morceaux
1. Summer Sunshine - 2:53
2. Angel - 3:25
3. Hideaway - 3:17
4. Long Night - 3:47
5. Goodbye - 4:08
6. Time Enough For Tears - 5:03
7. Humdrum - 3:43
8. Even If - 3:02
9. Borrowed Heaven - 4:21
10. Confidence For Quiet - 3:10
11. Baby Be Brave - 3:58
12. Silver Strand - 4:25
13. Miracle (bonus track français et australien) - 4:03